# Loos-en-Gohelle

Loos-en-Gohelle este o comună în departamentul Pas-de-Calais, Franța. În 1 ianuarie 2022 avea o populație de 6.850 de locuitori.